# Canyon of the Fools
Canyon of the Fools er en amerikansk stumfilm fra 1923 af Val Paul.

## Medvirkende
- Harry Carey som Robert 'Bob' McCarthy
- Carmen Arselle
- Marguerite Clayton som May
- Jack Curtis som Maricopia Jim
- Mignonne Golden som Aurelia
- Joe Harris som Terazaz
- Charles Le Moyne som Swasey